# Clayton (Alabama)
Clayton é uma cidade  localizada no estado americano do Alabama, no Condado de Barbour.

## Demografia
Segundo o censo americano de 2000, a sua população era de 1475 habitantes.
Em 2006, foi estimada uma população de 1394, um decréscimo de 81 (-5.5%).

## Geografia
De acordo com o United States Census Bureau, a localidade tem uma área de 14,1 km², sem área coberta por água.

## Localidades na vizinhança
O diagrama seguinte representa as localidades num raio de 40 km ao redor de Clayton.